# 海霞 (主播)
海霞（1972年3月9日—），女，回族，河南郑州人，中国新闻播音员、中国共产党纪律检查委员会特邀监察员，曾任中国中央电视台《新闻联播》的主播。

## 生平
海霞在河南省实验幼儿园读书，小学在郑州市纬五路一小度过，中学就读于河南省实验中学、郑州市回民中学。海霞在1993年毕业于北京广播学院播音系。之后进入中央电视台新闻部播音组工作，曾任中央电视台一套《早间新闻》、《晚间新闻》等資訊類節目主播。而晚間節目《现在播报》的创建，使她的知名度和受歡迎程度大大提高。
2007年，中央電視臺《新闻联播》节目進行人員調整，補充新播音員。12月6日，海霞首次在該節目中擔任主播。后据搜狐官方网站針對新任播音員所做的受歡迎程度调查，海霞獲得47%的支持率，在她與李梓萌、康辉、郭志坚這四位新人中排名第一。
2008年，当选第十一届全国政协委员，代表新闻出版界，分入第四十四组。并担任民族和宗教委员会专委。2014年，她提出“优化青少年的上网环境”以及“在高铁列车上增加清真餐”兩個政協提案。
2010年12月，受聘中华人民共和国监察部特邀监察员，并于2013年11月连任。
2019年5月9日，中国第十一届少数民族传统体育运动会火种采集仪式举行，海霞出任第二棒火炬手。
2019年11月4日，在《主播說聯播》節目中，介紹國台辦公布的惠台二十六條，同時海霞說道：「我們都是中國人…在大陸，這裡是你的祖國，在海外，你的身後站的是中國」「有些人放出奇談怪論，甚至是造謠抹黑，若他們沒有一顆真正的中國心，又怎能理解和體會我們的真心呢？」「灣灣，回家吧！」
2022年6月27日，海霞最后一次主播新闻联播。同年11月9日，海霞以随访记者的身份在现场报道时任国务院总理李克强出访柬埔寨的消息，这也是海霞最后一次在新闻联播中出镜。2023年5月，海霞以中央广播电视总台总编室播音员主持人管理中心副主任的身份出席活动。2023年6月，央视网更新的主持人名单显示，海霞已离开主持人岗位。
2025年1月，增补为河南省政协委员。2月，被聘为河南大学学术副校长，同时也是中国传媒大学播音主持专业博士生导师。

## 家庭
海霞的丈夫是罗永章，留美博士，清华大学教授。两人有一个女儿，生于2003年。

## 获奖
2007年获得中国播音主持界的最高奖项金话筒奖。2018年1月，获得“全国德艺双馨电视艺术工作者”称号。

## 头衔
- 2008年 第十一届全国政协委员
- 2011年 河南省青联第十一届委员会副主席
- 2013年 第十二届全国政协委员[14]
- 2014年 被聘为河南省直属机关青年联合会名誉主席
- 2018年 第十三届全国政协委员[15]
- 2018年 河南省十三届人大常委会代表资格审查委员会委员
- 2025年 河南省政协委员
- 2025年 中国传媒大学博士生导师
- 2025年 河南大学副校长（学术）